# Campeonato Santomense de 2019
O Campeonato Santomense de Futebol de 2019 foi a 34ª edição da principal competição do desporto em São Tomé e Príncipe e a nona consecutiva, o que não ocorria desde 1996.
Disputaram a grande final os vencedores da Liga Insular do Príncipe, composta por 6 clubes, e da Liga Insular de São Tomé, composta por 12 clubes na Primeira Divisão.
O campeão nacional foi a equipa do Agrosport, que qualificou-se para a fase preliminar da Liga dos Campeões da CAF de 2020–21.

## Final do Campeonato
A final foidisputada em duas partidas, uma em cada ilha, entre os campeões das ligas insulares.
Partidas:
| 15 de dezembro de 2019 | Agrosport                             | 4 x 1     | Operários | Estádio Nacional 12 de Julho, Cidade de São Tomé |
| 12:00 UTC+1            | Lucas 6' · Cley 15' (44) · Samuel 90' | Relatório | Lacer 11' |                                                  |

| 21 de dezembro de 2019 | Operários | 0 x 0     | Agrosport | Estádio 13 de Junho, Santo António |
| 12:00 UTC+1            |           | Relatório |           |                                    |

## Premiação
| Campeonato Santomense de 2019 |
| São Tomé e Príncipe           |
| ----------------------------- |
| Agrosport Campeão (1º título) |